# 唐格阿德
唐格阿德（Thangadh），是印度古吉拉特邦Surendranagar县的一个城镇。总人口36877（2001年）。

## 人口
该地2001年总人口36877人，其中男性19432人，女性17445人；0—6岁人口6033人，其中男3240人，女2793人；识字率58.79%，其中男性为67.42%，女性为49.18%。